# Защитники (мультсериал)
«Защи́тники» — российский анимационный сериал.
Сюжет мультсериала рассказывает о команде ребят, которые совместными усилиями ведут борьбу против завоевателей из далекого космоса.
Мультсериал показывают на телеканале Карусель.

## Сюжет
Команда обычных детей с необычными способностями, объединились чтобы препятствовать инопланетному вторжению злобного космического пирата Малитаса.
Они назвали себя Защитники и благодаря им, ни один пришелец не сможет навредить нашей планете.

Каждая серия рассказывает об очередном подвиге команды Защитников и раскрывает индивидуальные способности всех героев. Кроме того, подвиги героев ясно показывают — чтобы бороться со злодеями, нужно развиваться не только внутренне, но и физически. Быть сильными, ловкими, быстрыми и выносливыми. А также изучать науку и технику. Быть в курсе и не отставать от быстро развивающегося технического прогресса.
«Важная составляющая нашего проекта — воспитательная. Каждая серия учит преодолевать трудности, правильно оценивать жизненные ситуации, показывает необходимость саморазвития. Юные зрители найдут много общего со своими собственными историями и ситуациями, увидят, как важно приходить на помощь друзьям, быть честными и смелыми. Что нет безвыходных ситуаций, но для преодоления проблем нужны знания, смекалка и настойчивость», — комментирует Игорь Задорин, продюсер компании «Задорин Интертеймент».

## Персонажи
- Макс — лидер группы — решителен, отважен, строг, но справедлив, увлекается чтением комиксов.
- Кира, она же Инженер — специалист в области механики и компьютерных технологий.
- Алик, он же Док — специалист в области биологии и медицины.
- Вика — лучший водитель группы, увлекается картингом и маунтинбайком.
- Жека, он же Большой — футбольный болельщик и специалист по силовым операциям.
- Тёма, он же Мелкий — самый молодой член команды и мастер маскировки.
- Бак — представитель высокотехнологичных разработок внеземных цивилизаций, специализирующийся на наблюдении и анализе.
- Малитас — космический пират № 1.
- Тимор — приспешник Малитаса, толстый и зелёный.
- Хоррор — приспешник Малитаса, серый, хитрый и подлый.

## Роли озвучивали
| Актёр              | Роль                   |
| ------------------ | ---------------------- |
| Глеб Кулагин       | Макс (Лидер группы)    |
| Василиса Эльдарова | Кира (Инженер)         |
| Сергей Юдахин      | Алик (Док)             |
| Анастасия Макарова | Вика (Водитель группы) |
| Данила Барсуков    | Жека (Большой)         |
| Андрей Силаев      | Тёма (Мелкий)          |
| Антон Колесников   | Бак                    |
| Диомид Виноградов  | Малитас, Тимор, Хоррор |
| Ирина Виленкина    | Мама Макса и Тёмы      |

## Серии
| Сезон | Сезон | Количество серий | Премьера       | Финал          |
| ----- | ----- | ---------------- | -------------- | -------------- |
|       | 1     | 8                | 27 ноября 2015 | 29 января 2016 |

## Критика
Мультфильм прошел экспертизу у психологов, которые отметили, что голоса юных героев подобраны очень точно. Секрет прост — персонажей озвучивают дети, поэтому голоса звучат естественно, дети им верят и узнают собственные интонации. Также были проведены и специальные фокус-группы, которые показали, что дети хорошо воспринимают мультфильм и после просмотра могут пересказать содержание серии. Но несмотря на это, мультсериал подвергся критике со стороны родителей которые высказали о нём недовольство. Что сюжет достаточно глупый и недоработанный, и что при просмотре вызывает у их детей отвращение и недовольство. О чём говорит рейтинг этого мультфильма.